# エドワード・アンドレード
エドワード・アンドレード（Edward Neville da Costa Andrade FRS、1887年12月27日 - 1971年6月6日）はイギリスの物理学者、作家である。アーネスト・ラザフォードとガンマ線の波長を測定する実験を行った。一般的に有名になったのは、BBCラジオの、リスナーからの質問をもとに解説する番組、「ブレインズ・トラスト」（The Brains Trust、1940年代から1950年代に放送）の出演者になったことからである。

## 略歴
ロンドンに生まれた。セファルディム（スペイン系ユダヤ人）で姓のda Costa Andradeはその出自をしめしていて、ポルトガル出身の商人を先祖にもつ。ハイデルベルク大学で博士号を得た後、1914年に短期間ではあるが、当時、マンチェスター大学の教授であったアーネスト・ラザフォードのもとで働き、ラジウムからのガンマ線の波長を決める実験を行った。第一次世界大戦中はイギリス陸軍砲兵隊で働き、1920年にウーリッチの兵器学校（Ordnance College）の物理学の教授となった。1928年から1950年の間、ユニヴァーシティ・カレッジ・ロンドンの物理学の教授を務め、1950年に王立研究所の化学の教授職（Fullerian Professor）に任じられた。王立研究所では3年間働くが、研究所の改革を企て、所員の反対を受け、辞任した。王立研究所のクリスマス・レクチャーで1927年、1943年、1950年の3度、講演をしている。
第二次世界大戦中のBBCラジオのリスナーからの質問をもとに解説する番組、「ブレインズ・トラスト」の出演者として、有名になった。
1958年に王立協会からヒューズ・メダルを受賞した。

## 著作（一部）
- An Approach to Modern Physics. Bell, London 1956.
- Sir Isaac Newton. Collins, London 1954; Doubleday, New York 1964.
- Physics for the Modern World. Barnes and Noble, 1962
- Rutherford and the Nature of the Atom. Doubleday New York 1964.
- A brief history of the Royal Society. Royal Society, London 1960.
- An introduction to science. 4 巻, Oxford, Blackwell, 1935, 1947 (ジュリアン・ハクスリーと共著).